# Byttneria herbacea
Byttneria herbacea là một loài thực vật có hoa trong họ Cẩm quỳ. Loài này được Roxb. mô tả khoa học đầu tiên năm 1795.